# Shame (phim)
Shame (Hổ thẹn) là một bộ phim chính kịch ra mắt năm 2011 của Anh, do Steve McQueen đạo diễn kiêm đồng biên kịch với Abi Morgan và nhận được sự tài trợ sản xuất từ các hãng Film4 và See-Saw Films. Với sự tham gia diễn xuất của Michael Fassbender cùng Carey Mulligan, bộ phim xoay quanh một người đàn ông phải vật lộn với chứng nghiện tình dục mà anh mắc phải. Shame được phát hành tại Vương quốc Anh vào ngày 13 tháng 1 năm 2012, trong khi ở Hoa Kỳ thì phim nhận được phân loại xếp hạng NC-17 do đề tài chủ đạo của phim. Kể từ khi ra mắt, tác phẩm đã nhận về những đánh giá tích cực từ giới chuyên môn, với lời khen ngợi chủ yếu nhắm đến màn trình diễn của Fassbender và Mulligan, cũng như khâu chỉ đạo và cách mô tả chân thực về chứng nghiện tình dục.

## Nội dung
Brandon Sullivan là một quản lý viên độc thân lâu năm sống ở thành phố New York hoa lệ của Mỹ. Anh thường xuyên quan hệ tình dục với gái điếm và thủ dâm mỗi ngày nhiều lần. Vào một ngày nọ, Brandon nhìn chằm chằm vào một phụ nữ đeo nhẫn đính hôn trên tàu điện ngầm khi anh đi làm buổi sáng. Ban đầu cô đáp lại bằng ánh nhìn dịu dàng, nhưng sau đó lại trở nên khó chịu. Khi tàu dừng lại và mọi người bắt đầu bước ra ngoài thì cô gái ấy biến mất giữa dòng người xô đẩy. Sau đó, Brandon lại tự sướng trong nhà vệ sinh tại nơi làm việc. Anh cùng với vị sếp đã kết hôn của mình là David tán tỉnh một phụ nữ tại câu lạc bộ vào buổi tối, rồi Brandon làm tình với cô ta trên một con phố vắng bóng người.
Brandon đã vô tình lờ phớt lờ những cuộc gọi từ em gái mình là Sissy, hiện đang sinh sống với tư cách là ca sĩ phòng chờ. Anh về đến căn hộ của mình và giật mình khi thấy cô đang tắm, vì nghĩ rằng đây có thể là một vụ trộm. Do có vài hợp đồng biểu diễn trong thành phố nên cô nài nỉ xin ở lại căn hộ của Brandon. Không lâu sau đó, anh nghe thấy em gái của mình đang nói chuyện điện thoại và cầu xin với người yêu rằng đừng bỏ rơi cô. Sau khi hệ thống máy tính của công ty Brandon bị nhiễm virus, họ phát hiện ra rằng ổ cứng của anh chứa đầy nội dung khiêu dâm. David cho rằng thực tập sinh của Brandon phải chịu trách nhiệm cho việc đó.
Do Brandon đã hứa với Sissy là sẽ đến xem cô biểu diễn, nên tối đó anh thực hiện lời hứa và đi với anh còn có cả David. Sau khi nghe Sissy biểu diễn bài "New York, New York", Brandon bỗng nhiên cảm thấy xúc động. David bèn tán tỉnh cô và nhìn thấy những vết sẹo mà cô tự gây nên trên cánh tay mình. Sau cùng, Sissy về căn hộ và ân ái với David trong phòng ngủ của anh trai, trong khi Brandon thì phẫn uất rồi chạy ra khỏi chung cư. Cũng vào tối ấy, Sissy cố gắng lên giường với Brandon, nhưng anh lại quát tháo hòng lệnh cho cô rời khỏi căn phòng.
Trong thời gian này, Brandon bắt đầu hẹn hò với đồng nghiệp Marianne. Gần đây cô đã ly thân và tỏ ra tin tưởng vào mối giao kết, trong khi Brandon thì chẳng hề thích ý tưởng kết hôn và thừa nhận rằng mối quan hệ của anh không bao giờ kéo dài quá bốn tháng. Khi đến ga tàu điện ngầm thì cả hai chia tay và ai về nhà nấy.
Đêm đó, Sissy phát hiện ra Brandon đang tự sướng trong phòng tắm. Anh cảm thấy tức giận rồi sau đó tấn công cô, đồng thời buộc tội cô đang theo dõi mình. Sau đó, Sissy nhìn thấy máy tính xách tay của anh trai đang mở trang web khiêu dâm webcam. Brandon lập tức đóng nó lại, còn Sissy thì đành rời đi. Sau vụ việc ấy, anh bắt đầu vứt bỏ các sách báo khiêu dâm, đồ chơi tình dục lẫn cả máy tính của mình. Tại văn phòng, anh hôn môi Marianne và cả hai cùng vào phòng khách sạn, thế nhưng Brandon không thể nào cương cứng nổi. Sau khi Marianne rời đi, Brandon lại có một cuộc làm tình mãnh liệt với một gái mại dâm trong cùng phòng.
Brandon nói với Sissy rằng David đã có gia đình và yêu cầu cô rời đi. Cô đáp rằng là một gia đình thì họ nên giúp đỡ lẫn nhau, nhưng Brandon gọi cô là kẻ vô trách nhiệm và là gánh nặng đối với anh. Brandon đi đến một quán bar và gạ gẫm một người phụ nữ, đồng thời mô tả tận tường những gì mà anh sẽ làm với cô ấy. Cuộc trò chuyện bỗng chốc kết thúc khi người bạn trai đến xen ngang, nhưng Brandon vẫn cười và lặp lại những lời đó. Người đàn ông ấy vô cùng tức giận rồi đi theo và đánh đập anh một cách dã man. Khi bị cấm tham gia câu lạc bộ khác, Brandon đành phải đến quán bar đồng tính gần đó và làm tình bằng miệng với một người đàn ông. Sau khi rời đi, anh nghe thấy thư thoại từ Sissy, cô vừa khóc vừa nói rằng họ không phải là người xấu, rằng cả hai chỉ đến từ một nơi tồi tệ mà thôi. Kế đến, Brandon lại có một cuộc tình bộ ba với gái mại dâm.
Trong lúc Brandon đang đi tàu điện ngầm về nhà, thì các hành khách được yêu cầu rời khỏi tàu theo hiệu lệnh của cảnh sát, ngụ ý rằng một vụ tự sát đã diễn ra. Anh điên cuồng gọi cho Sissy nhưng cô ấy không bắt máy. Khi về đến căn hộ, anh thấy Sissy đang nằm trên sàn nhà tắm bê bết máu với cổ tay bị rạch. Lúc này đây, Brandon run rẩy cố gắng cầm máu trong khi gọi điện cầu cứu. May mắn thay, Sissy đã sống sót và tỉnh dậy khi anh trai cô đang ngồi cạnh giường bệnh. Sau khi rời đi, Brandon bước thẫn thờ cho đến khi gục ngã và bật khóc nức nở giữa bầu trời tuông mưa.
Một thời gian sau, trên con tàu điện ngầm, Brandon đã gặp lại người phụ nữ với chiếc nhẫn đính hôn. Lần này, người phụ nữ chủ động tán tỉnh anh, nhưng Brandon vẫn còn do dự. Cô bèn đứng dậy hòng sẵn sàng ra khỏi tàu ở một nhà ga đang đến gần. Khi vận tốc con tàu bắt đầu dần chậm lại, Brandon không rời mắt khỏi cô.

## Diễn viên
- Michael Fassbender vai Brandon Sullivan
- Carey Mulligan vai Sissy Sullivan
- James Badge Dale vai David
- Nicole Beharie vai Marianne
- Alex Manette vai Steven
- Lucy Walters vai Cô gái ở tàu điện ngầm
- Elizabeth Masucci vai Elizabeth
- Amy Hargreaves vai Hotel Lover
- Hannah Ware vai Samantha
- Robert Montano vai Waiter

## Sản xuất

### Phát triển và tuyển vai
Đạo diễn McQueen từng làm việc với nhà sản xuất Iain Canning trong bộ phim Hunger năm 2008 và họ tiếp tục tái hợp để phát triển Shame, cùng với hãng phim See-Saw Films của Emile Sherman. Biên kịch Abi Morgan đã được chọn để chắp bút phần kịch bản, biến nó trở thành một trong hai bộ phim mà bà làm việc cùng Film4 (tác phẩm còn lại là The Iron Lady).
Nam diễn viên chính của tác phẩm Hunger, tức Michael Fassbender, là lựa chọn đầu tiên và duy nhất để đóng vai chính trong Shame. Vào tháng 12 năm 2010, các ngôi sao Carey Mulligan và James Badge Dale đã gia nhập vào dàn diễn viên và lần lượt hóa thân thành em gái cũng như sếp của nhân vật Fassbender. Theo đạo diễn casting Avy Kaufman, người đã đối mặt với vô vàn khó khăn khi tuyển vai cho một bộ phim xếp hạng NC-17, cô nói "Tôi đã phải bỏ qua [số người thử vai] quá nhiều thậm chí không thể kể với các bạn được". Kaufman đã nhận nhiệm vụ duy nhất từ McQueen, đó là anh ấy muốn có những diễn viên chất lượng hàng đầu ngay cả với những vai diễn nhỏ - chẳng hạn như những bạn tình xuyên đêm của Brandon. "Ý tưởng là những người đó sẽ làm cho câu chuyện tiếp diễn bằng sự im lặng của họ, phô ra trạng thái tâm thức của Brandon, hoặc thậm chí là gợi mở về lịch sử quan hệ của họ chỉ bằng một cái nhìn hoặc một cử chỉ nhỏ. Tất nhiên, các diễn viên ấy cũng phải đáp ứng một số yêu cầu về thể chất."

### Sản xuất
Quá trình sản xuất được dự định sẽ khởi động tại New York vào tháng 1 năm 2011, mặc dù Fassbender sau đó đã bình luận trong một cuộc phỏng vấn rằng anh chỉ mới bắt đầu thực hiện các cảnh quay của mình vào đầu tháng 3. Phần lớn bộ phim được ghi hình ở trong và xung quanh vùng lân cận Chelsea. Các cảnh văn phòng được quay tại Trung tâm Citigroup, trong khi những phân đoạn lấy bối cảnh khách sạn và hộp đêm thì được thu hình tại Khách sạn Standard ở Meatpacking District.

### Nhạc phim
Phần nhạc nền của phim  được ra mắt thông qua hãng thu âm Sony Classical Records vào ngày 6 tháng 12 năm 2011.
| Shame            | Shame                                                                              | Shame                                                  | Shame            | Shame      |
| STT              | Nhan đề                                                                            | Sáng tác                                               | Artist           | Thời lượng |
| ---------------- | ---------------------------------------------------------------------------------- | ------------------------------------------------------ | ---------------- | ---------- |
| 1.               | "Brandon"                                                                          | Harry Escott                                           | Harry Escott     | 8:28       |
| 2.               | "Goldberg Variations, BWV 988: Aria"                                               | Johann Sebastian Bach                                  | Glenn Gould      | 3:04       |
| 3.               | "Genius of Love"                                                                   | Adrian Belew Chris Frantz Steven Stanley Tina Weymouth | Tom Tom Club     | 3:26       |
| 4.               | "Rapture"                                                                          | Chris Stein Deborah Harry                              | Blondie          | 5:32       |
| 5.               | "I Want Your Love"                                                                 | Bernard Edwards Nile Rodgers                           | Chic             | 6:54       |
| 6.               | "My Favorite Things"                                                               | Oscar Hammerstein II Richard Rodgers                   | John Coltrane    | 13:39      |
| 7.               | "New York, New York "Theme""                                                       | Fred Ebb John Kander                                   | Carey Mulligan   | 4:55       |
| 8.               | "Let's Get Lost"                                                                   | Frank Loesser Jimmy McHugh                             | Chet Baker       | 3:40       |
| 9.               | "Prelude & Fugue No. 10 in E Minor, BWV 855: Prelude"                              | Bach                                                   | Glenn Gould      | 2:49       |
| 10.              | "Goldberg Variations, BWV 988: Variation 15 a 1 Clav. Canone alla quinta. Andante" | Bach                                                   | Glenn Gould      | 5:00       |
| 11.              | "Unravelling"                                                                      | Escott                                                 | Harry Escott     | 9:35       |
| 12.              | "You Can't Be Beat"                                                                | Chester Burnett                                        | Howlin' Wolf     | 3:05       |
| 13.              | "The Problem"                                                                      | Mark Louque                                            | Mark Louque      | 5:14       |
| 14.              | "Prelude & Fugue No. 16 in G Minor, BWV 885: Praeludium"                           | Bach                                                   | Glenn Gould      | 3:09       |
| 15.              | "End Credits"                                                                      | Escott                                                 | Harry Escott     | 1:43       |
| Tổng thời lượng: | Tổng thời lượng:                                                                   | Tổng thời lượng:                                       | Tổng thời lượng: | 80:13      |

- "New York, New York "Theme"" do Stephen Oremus dàn dựng kiêm sản xuất và được trình diễn piano bởi Liz Caplan.

#### Thành viên
- David Butterworth – phối khí dàn nhạc (1, 11, 15)
- Rolf Wilson – nhạc trưởng (1, 11, 15)
- Nick Wollage – kỹ thuật, ghi âm, hòa âm (1, 11, 15)
- Pete Hutchings – trợ lý kỹ thuật (1, 11, 15)
- Manfred Melchior – hoàn chỉnh âm thanh
- Ian Wood – biên tập nhạc (1, 11, 15)
- Isobel Griffiths – orchestra contractor (1, 11, 15)
- Lucy Whalley – assistant orchestra contractor (1, 11, 15)
- White Label Productions – thiết kế
- Steve McQueen – liner note

## Phát hành
Shame ra mắt lần đầu tại Liên hoan phim Venezia lần thứ 68 dưới hình thức cạnh tranh. Fassbender đã giành được Cúp Volpi cho Nam diễn viên chính xuất sắc nhất tại Liên hoan nhờ màn trình diễn trong phim. Ngoài ra, tác phẩm cũng được trình chiếu tại Liên hoan phim quốc tế Toronto lần thứ 36, Liên hoan phim New York lần thứ 49, Liên hoan phim BFI Luân Đôn lần thứ 55 và Liên hoan phim Denver Starz lần thứ 35.
Shame được phát hành tại Vương quốc Anh vào ngày 13 tháng 1 năm 2012, sau suất chiếu giới hạn ở Hoa Kỳ bắt đầu vào ngày 2 tháng 12 năm 2011. Tổng cộng hãng Fox Searchlight Pictures đã phải chi 400.000 đô la để mua bản quyền phân phối bộ phim tại Hoa Kỳ.

### Xếp hạng ở Hoa Kỳ
Bộ phim đã được Hiệp hội Điện ảnh Hoa Kỳ xếp hạng NC-17 (cấm trẻ em dưới 17 tuổi xem) vì những nội dung khiêu dâm hiện hữu trong phim. Thế nhưng, Fox Searchlight đã không kháng nghị xếp hạng hoặc giảm xuống còn hạng R vốn ít khắt khe hơn. Giám đốc của Searchlight là Steve Gilula phát biểu, "Tôi cho rằng NC-17 là một huy hiệu danh dự, chứ không phải là chữ cái màu đỏ thẫm. Chúng tôi tin rằng đã đến lúc hệ thống xếp hạng này được sử dụng một cách nghiêm túc".

## Đón nhận

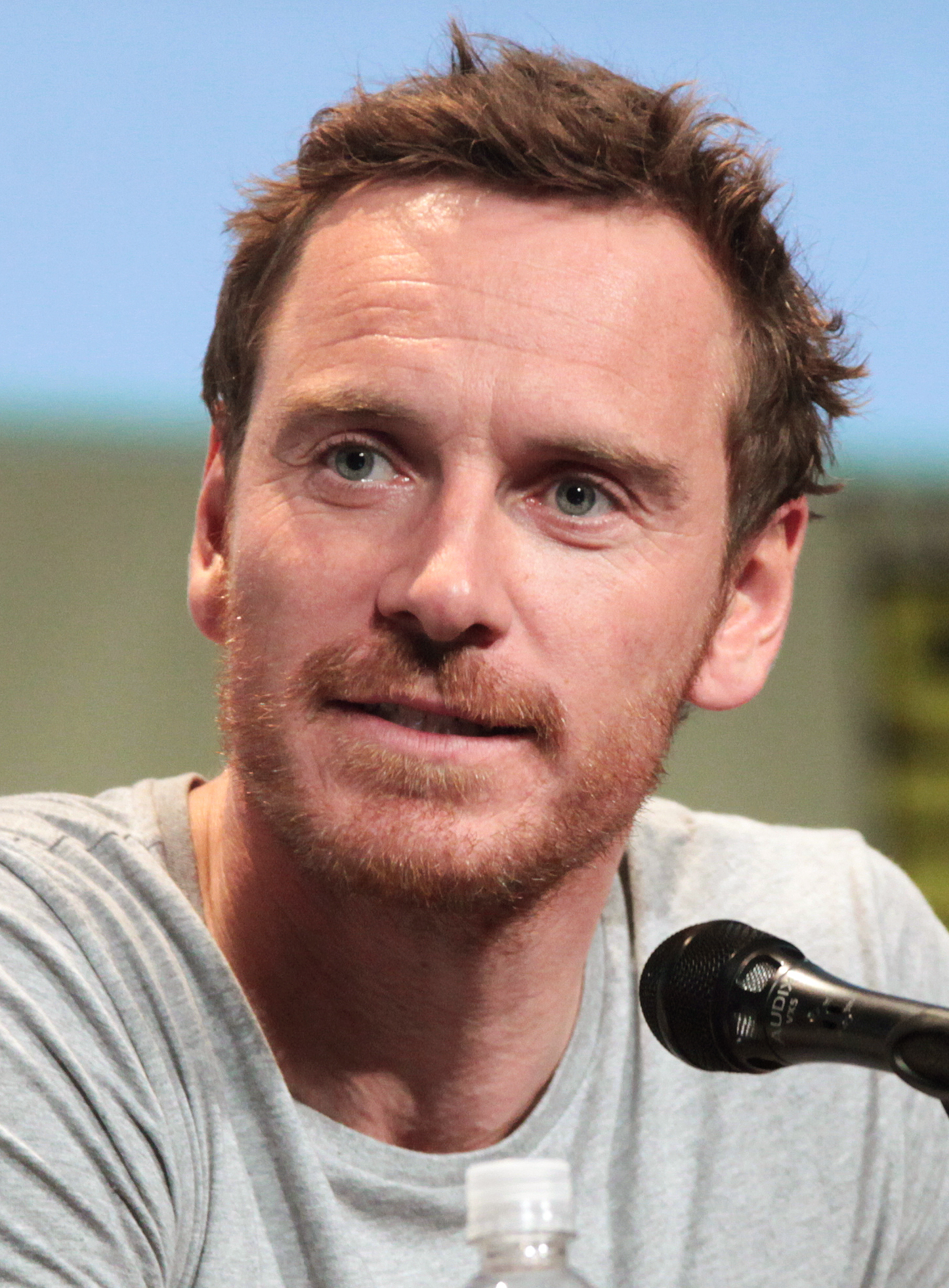
Màn trình diễn của Michael Fassbender đã giúp anh nhận về vô vàn lời ngợi khen từ giới chuyên môn.

Trên hệ thống tổng hợp kết quả đánh giá Rotten Tomatoes, bộ phim đạt tỉ lệ đồng thuận 79% dựa trên 220 bài đánh giá, với điểm số trung bình là 7,45/10. Nội dung đánh giá của hệ thống ghi rằng: "Tự hào với màn trình diễn xuất sắc của Michael Fassbender và Carey Mulligan, Shame là một cú lao mình đầy mạnh mẽ vào nỗi đau khổ cùng cực của cơn nghiện." Trên chuyên trang Metacritic, tác phẩm nhận được số điểm 72/100 dựa trên 41 nhà phê bình, cho thấy "các bài đánh giá thường thuận lợi".
Roger Ebert của tờ Chicago Sun-Times đã cho bộ phim bốn trên bốn sao và mô tả rằng đây là "một bộ phim mạnh mẽ", "can đảm và rất ư trung thực", đồng thời đưa ra lời cảm thán "Nghệ thuật diễn xuất và công việc làm phim thực sự tuyệt vời. Tôi không tin là mình có khả năng sẽ xem nó tận hai lần."  Ebert sau đó đã gọi đây là bộ phim hay thứ hai của năm 2011. Cây bút Todd McCarthy từ The Hollywood Reporter thì lại đưa ra bài đánh giá tích cực về bộ phim, nhận định rằng, "Được thúc đẩy bởi màn trình diễn xuất thần và bạo liệt của Michael Fassbender, Shame là cú liều mình, một cái nhìn nảy lửa về một trường hợp nghiện tình dục hệt như cơn thèm khát ma túy."
Trong blog của tạp chí Anh The Art of Psychiatry, bác sĩ tâm thần Abby Seltzer đã khen ngợi vai diễn của Mulligan khi khắc họa một người mắc chứng rối loạn nhân cách ranh giới. Mặc dù ban đầu cô tiếp cận bộ phim một cách thận trọng vì các bài đánh giá chủ yếu xoáy sâu vào chứng nghiện tình dục của Brandon, nhưng cô nhận thấy rằng đây là "một sự lột tả cảm động và chính xác về chứng bệnh tâm thần... rằng tác phẩm này bắt buộc phải xem đối với tất cả các bác sĩ lâm sàng đang hành nghề."

### Top 10 bộ phim của năm
- Hạng 1 – David Fear, Time Out New York
- Hạng 1 – Gregory Ellwood, HitFix
- Hạng 2 – Joshua Rothkopf, Time Out New York
- Hạng 2 – Roger Ebert, Chicago Sun-Times
- Hạng 2 – Marc Savlov, Austin Chronicle
- Hạng 3 – Marshall Fine, Hollywood & Fine
- Hạng 3 – Peter Knegt, Indiewire
- Hạng 3 – James Berardinelli, Reelviews
- Hạng 4 – Kimberley Jones, Austin Chronicle
- Hạng 5 – Kate Erbland, Boxoffice Magazine
- Hạng 5 – Kristopher Tapley, HitFix
- Hạng 5 – Sasha Stone, Awards Daily
- Hạng 6 – James Rocchi, Boxoffice Magazine
- Hạng 6 – Scott Feinberg, The Hollywood Reporter
- Hạng 6 – Elizabeth Weitzman, New York Daily News
- Hạng 6 – Christopher Bell, Indiewire
- Hạng 7 – Liam Lacey and Rick Groen, The Globe and Mail
- Hạng 7 – Aaron Hills, Village Voice
- Hạng 8 – Kevin Jagernauth, Indiewire
- Hạng 10 – Alison Willmore, The A.V. Club
- Hạng 10 – Don Kaye, MSN Movies
- Hạng 10 – Todd McCarthy, The Hollywood Reporter

Vào năm 2016, Shame được liệt vào danh sách 100 tác phẩm điện ảnh vĩ đại nhất thế kỷ 21 trong cuộc thăm dò ý kiến của các nhà phê bình do BBC Culture thực hiện.

### Giải thưởng và đề cử
| Ngày trao giải            | Giải thưởng                                                    | Hạng mục                                                               | Đề cử cho                                                                                         | Kết quả   | Chú thích |
| ------------------------- | -------------------------------------------------------------- | ---------------------------------------------------------------------- | ------------------------------------------------------------------------------------------------- | --------- | --------- |
| 10 tháng 9 năm 2011       | Liên hoan phim Venezia lần thứ 68                              | Giải CinemAvvenire cho Phim hay nhất                                   | Iain Canning, Emile Sherman                                                                       | Đoạt giải |           |
| 10 tháng 9 năm 2011       | Liên hoan phim Venezia lần thứ 68                              | Giải FIPRESCI cho Phim hay nhất                                        | Iain Canning, Emile Sherman                                                                       | Đoạt giải |           |
| 10 tháng 9 năm 2011       | Liên hoan phim Venezia lần thứ 68                              | Giải Sư tử vàng                                                        | Steve McQueen                                                                                     | Đề cử     |           |
| 10 tháng 9 năm 2011       | Liên hoan phim Venezia lần thứ 68                              | Cúp Volpi cho Nam diễn viên chính xuất sắc nhất                        | Michael Fassbender                                                                                | Đoạt giải |           |
| 30 tháng 11 năm 2011      | Giải của Hội phê bình phim New York                            | Nam diễn viên chính xuất sắc nhất                                      | Michael Fassbender                                                                                | Hạng 2    |           |
| 30 tháng 11 năm 2011      | Giải của Hội phê bình phim New York                            | Nữ diễn viên phụ xuất sắc nhất                                         | Carey Mulligan                                                                                    | Hạng 2    |           |
| 1 tháng 12 năm 2011       | Giải Ủy ban Quốc gia về Phê bình Điện ảnh                      | Giải Tâm điểm                                                          | Michael Fassbender (Cũng được đề cử cho A Dangerous Method, Jane Eyre, và X-Men: Thế hệ thứ nhất) | Đoạt giải | [ 31 ]    |
| 4 tháng 12 năm 2011       | Giải Phim độc lập Anh                                          | Phim độc lập Anh hay nhất                                              | Iain Canning, Emile Sherman                                                                       | Đề cử     | [ 32 ]    |
| 4 tháng 12 năm 2011       | Giải Phim độc lập Anh                                          | Đạo diễn xuất sắc nhất                                                 | Steve McQueen                                                                                     | Đề cử     | [ 32 ]    |
| 4 tháng 12 năm 2011       | Giải Phim độc lập Anh                                          | Kịch bản xuất sắc nhất                                                 | Steve McQueen, Abi Morgan                                                                         | Đề cử     | [ 32 ]    |
| 4 tháng 12 năm 2011       | Giải Phim độc lập Anh                                          | Nam diễn viên chính phim độc lập Anh xuất sắc nhất                     | Michael Fassbender                                                                                | Đoạt giải | [ 32 ]    |
| 4 tháng 12 năm 2011       | Giải Phim độc lập Anh                                          | Nữ diễn viên phụ xuất sắc nhất                                         | Carey Mulligan                                                                                    | Đề cử     | [ 32 ]    |
| 4 tháng 12 năm 2011       | Giải Phim độc lập Anh                                          | Dựng phim xuất sắc nhất                                                | Joe Walker                                                                                        | Đề cử     | [ 32 ]    |
| 4 tháng 12 năm 2011       | Giải Phim độc lập Anh                                          | Quay phim xuất sắc nhất                                                | Sean Bobbitt                                                                                      | Đề cử     | [ 32 ]    |
| 5 tháng 12 năm 2011       | Giải thưởng của Hội phê bình phim khu vực Washington D.C.      | Nam diễn viên chính xuất sắc nhất                                      | Michael Fassbender                                                                                | Đề cử     | [ 33 ]    |
| 5 tháng 12 năm 2011       | Giải thưởng của Hội phê bình phim khu vực Washington D.C.      | Nữ diễn viên phụ xuất sắc nhất                                         | Carey Mulligan                                                                                    | Đề cử     | [ 33 ]    |
| 11 tháng 12 năm 2011      | Giải của Hội phê bình phim Los Angeles                         | Nam diễn viên chính xuất sắc nhất                                      | Michael Fassbender (Cũng được đề cử cho A Dangerous Method, Jane Eyre, và X-Men: Thế hệ thứ nhất) | Đoạt giải |           |
| 12 tháng 12 năm 2011      | Hiệp hội các nhà phê bình phim người Mỹ gốc Phi                | Phim hay nhất                                                          | Iain Canning, Emile Sherman                                                                       | Hạng 5    | [ 34 ]    |
| 12 tháng 12 năm 2011      | Hiệp hội các nhà phê bình phim người Mỹ gốc Phi                | Đạo diễn xuất sắc nhất                                                 | Steve McQueen                                                                                     | Đoạt giải | [ 34 ]    |
| 12 tháng 12 năm 2011      | Giải của Hiệp hội phê bình phim San Diego                      | Nữ diễn viên phụ xuất sắc nhất                                         | Carey Mulligan                                                                                    | Đề cử     | [ 35 ]    |
| 14 tháng 12 năm 2011      | Giải của Hiệp hội phê bình phim Houston                        | Nam diễn viên chính xuất sắc nhất                                      | Michael Fassbender                                                                                | Đoạt giải | [ 36 ]    |
| 14 tháng 12 năm 2011      | Giải của Hiệp hội phê bình phim Houston                        | Nhạc phim hay nhất                                                     | Harry Escott                                                                                      | Đề cử     | [ 36 ]    |
| 16 tháng 12 năm 2011      | Giải của Hiệp hội phê bình phim Detroit                        | Nam diễn viên chính xuất sắc nhất                                      | Michael Fassbender                                                                                | Đoạt giải | [ 37 ]    |
| 16 tháng 12 năm 2011      | Giải của Hiệp hội phê bình phim Detroit                        | Nữ diễn viên phụ xuất sắc nhất                                         | Carey Mulligan                                                                                    | Đoạt giải | [ 37 ]    |
| 16 tháng 12 năm 2011      | Giải của Hiệp hội phê bình phim Dallas–Fort Worth              | Top 10 bộ phim của năm                                                 | Iain Canning, Emile Sherman                                                                       | Hạnh 9    | [ 38 ]    |
| 16 tháng 12 năm 2011      | Giải của Hiệp hội phê bình phim Dallas–Fort Worth              | Nam diễn viên chính xuất sắc nhất                                      | Michael Fassbender                                                                                | Hạng 3    | [ 38 ]    |
| 16 tháng 12 năm 2011      | Giải của Hiệp hội phê bình phim Dallas–Fort Worth              | Nữ diễn viên phụ xuất sắc nhất                                         | Carey Mulligan                                                                                    | Hạng 5    | [ 38 ]    |
| 18 tháng 12 năm 2011      | Giải Satellite                                                 | Phim chính kịch hay nhất                                               | Iain Canning, Emile Sherman                                                                       | Đề cử     |           |
| 18 tháng 12 năm 2011      | Giải Satellite                                                 | Đạo diễn xuất sắc nhất                                                 | Steve McQueen                                                                                     | Đề cử     |           |
| 18 tháng 12 năm 2011      | Giải Satellite                                                 | Kịch bản gốc xuất sắc nhất                                             | Steve McQueen, Abi Morgan                                                                         | Đề cử     |           |
| 18 tháng 12 năm 2011      | Giải Satellite                                                 | Nam diễn viên chính xuất sắc nhất                                      | Michael Fassbender                                                                                | Đề cử     |           |
| 18 tháng 12 năm 2011      | Giải Satellite                                                 | Nữ diễn viên phụ xuất sắc nhất                                         | Carey Mulligan                                                                                    | Đề cử     |           |
| 18 tháng 12 năm 2011      | Giải Satellite                                                 | Dựng phim xuất sắc nhất                                                | Joe Walker                                                                                        | Đề cử     |           |
| ngày 19 tháng 12 năm 2011 | Giải của Hiệp hội phê bình phim Florida                        | Nam diễn viên chính xuất sắc nhất                                      | Michael Fassbender                                                                                | Đoạt giải | [ 39 ]    |
| 19 tháng 12 năm 2011      | Giải của Hội phê bình phim St. Louis                           | Nam diễn viên chính xuất sắc nhất                                      | Michael Fassbender                                                                                | Đề cử     | [ 40 ]    |
| 19 tháng 12 năm 2011      | Giải của Hiệp hội phê bình phim Chicago                        | Nam diễn viên chính xuất sắc nhất                                      | Michael Fassbender                                                                                | Đề cử     | [ 41 ]    |
| 19 tháng 12 năm 2011      | Giải của Hiệp hội phê bình phim Chicago                        | Nữ diễn viên phụ xuất sắc nhất                                         | Carey Mulligan                                                                                    | Đề cử     | [ 41 ]    |
| 2 tháng 1 năm 2012        | Giải của Hiệp hội phê bình phim trực tuyến                     | Nam diễn viên chính xuất sắc nhất                                      | Michael Fassbender                                                                                | Đoạt giải | [ 42 ]    |
| 2 tháng 1 năm 2012        | Giải của Hiệp hội phê bình phim trực tuyến                     | Nữ diễn viên phụ xuất sắc nhất                                         | Carey Mulligan                                                                                    | Đề cử     | [ 42 ]    |
| 9 tháng 1 năm 2012        | Giải của Liên minh các nữ nhà báo hoạt động về điện ảnh        | Nam diễn viên chính xuất sắc nhất                                      | Michael Fassbender                                                                                | Đoạt giải | [ 43 ]    |
| 9 tháng 1 năm 2012        | Giải của Hội phê bình phim Denver                              | Nam diễn viên chính xuất sắc nhất                                      | Michael Fassbender                                                                                | Đề cử     | [ 44 ]    |
| 10 tháng 1 năm 2012       | Giải của Hội phê bình phim Vancouver                           | Nam diễn viên chính xuất sắc nhất                                      | Michael Fassbender                                                                                | Đoạt giải | [ 45 ]    |
| 12 tháng 1 năm 2012       | Giải của Hiệp hội Phê bình Phim Phát sóng                      | Nam diễn viên chính xuất sắc nhất                                      | Michael Fassbender                                                                                | Đề cử     | [ 46 ]    |
| 12 tháng 1 năm 2012       | Giải của Hiệp hội Phê bình Phim Phát sóng                      | Nữ diễn viên phụ xuất sắc nhất                                         | Carey Mulligan                                                                                    | Đề cử     | [ 46 ]    |
| 15 tháng 1 năm 2012       | Giải Quả cầu vàng                                              | Nam diễn viên phim chính kịch xuất sắc nhất                            | Michael Fassbender                                                                                | Đề cử     | [ 47 ]    |
| 19 tháng 1 năm 2012       | Giải của Hiệp hội phê bình phim Luân Đôn                       | Phim Anh của năm                                                       | Iain Canning, Emile Sherman                                                                       | Đề cử     | [ 48 ]    |
| 19 tháng 1 năm 2012       | Giải của Hiệp hội phê bình phim Luân Đôn                       | Nam diễn viên của năm                                                  | Michael Fassbender                                                                                | Đề cử     | [ 48 ]    |
| 19 tháng 1 năm 2012       | Giải của Hiệp hội phê bình phim Luân Đôn                       | Nam diễn viên Anh của năm                                              | Michael Fassbender (Cũng được đề cử cho vai diễn trong A Dangerous Method)                        | Đoạt giải | [ 48 ]    |
| 19 tháng 1 năm 2012       | Giải của Hiệp hội phê bình phim Luân Đôn                       | Nữ diễn viên của năm                                                   | Carey Mulligan (Cũng được đề cử cho vai diễn trong Drive)                                         | Đề cử     | [ 48 ]    |
| 27 tháng 1 năm 2012       | Giải thưởng Viện Hàn lâm Nghệ thuật Điện ảnh và Truyền hình Úc | Nam diễn viên chính xuất sắc nhất                                      | Michael Fassbender                                                                                | Đề cử     | [ 49 ]    |
| 6 tháng 2 năm 2012        | Giải phim Anh của báo Evening Standard                         | Phim hay nhất                                                          | Steve McQueen                                                                                     | Đề cử     | [ 50 ]    |
| 6 tháng 2 năm 2012        | Giải phim Anh của báo Evening Standard                         | Nam diễn viên chính xuất sắc nhất                                      | Michael Fassbender (Cũng được đề cử cho Jane Eyre)                                                | Đoạt giải | [ 50 ]    |
| 6 tháng 2 năm 2012        | Giải phim Anh của báo Evening Standard                         | Nữ diễn viên phụ xuất sắc nhất                                         | Carey Mulligan                                                                                    | Đề cử     | [ 50 ]    |
| 6 tháng 2 năm 2012        | Giải phim Anh của báo Evening Standard                         | Giải thưởng Bảo tàng Điện ảnh Luân Đôn cho Thành tựu Kỹ thuật xuất sắc | Sean Bobbitt                                                                                      | Đề cử     | [ 50 ]    |
| 11 tháng 2 năm 2012       | Giải Điện ảnh và Truyền hình Ireland                           | Nam diễn viên chính xuất sắc nhất                                      | Michael Fassbender                                                                                | Đoạt giải | [ 51 ]    |
| 12 tháng 1 năm 2012       | Giải BAFTA                                                     | Phim Anh nổi bật                                                       | Steve McQueen, Iain Canning, Emile Sherman, Abi Morgan                                            | Đề cử     | [ 52 ]    |
| 12 tháng 1 năm 2012       | Giải BAFTA                                                     | Nam diễn viên chính xuất sắc nhất                                      | Michael Fassbender                                                                                | Đề cử     | [ 52 ]    |
| 17 tháng 2 năm 2012       | Giải Kermode                                                   | Nam diễn viên chính xuất sắc nhất                                      | Michael Fassbender                                                                                | Đoạt giải |           |
| 25 tháng 2 năm 2012       | Giải Tinh thần độc lập                                         | Phim ngoại ngữ hay nhất                                                | Iain Canning, Emile Sherman                                                                       | Đề cử     |           |
| 1 tháng 12 năm 2012       | Giải thưởng Điện ảnh châu Âu                                   | Giải bình chọn của công chúng cho Phim châu Âu hay nhất                | Steve McQueen                                                                                     | Đề cử     | [ 53 ]    |
| 1 tháng 12 năm 2012       | Giải thưởng Điện ảnh châu Âu                                   | Phim hay nhất                                                          | Steve McQueen, Abi Morgan, Iain Canning, Emile Sherman                                            | Đề cử     | [ 53 ]    |
| 1 tháng 12 năm 2012       | Giải thưởng Điện ảnh châu Âu                                   | Đạo diễn xuất sắc nhất                                                 | Steve McQueen                                                                                     | Đề cử     | [ 53 ]    |
| 1 tháng 12 năm 2012       | Giải thưởng Điện ảnh châu Âu                                   | nam diễn viên chính xuất sắc nhất                                      | Michael Fassbender                                                                                | Đề cử     | [ 53 ]    |
| 1 tháng 12 năm 2012       | Giải thưởng Điện ảnh châu Âu                                   | Dựng phim xuất sắc nhất                                                | Joe Walker                                                                                        | Đoạt giải | [ 53 ]    |
| 1 tháng 12 năm 2012       | Giải thưởng Điện ảnh châu Âu                                   | Quay phim xuất sắc nhất                                                | Sean Bobbitt                                                                                      | Đoạt giải | [ 53 ]    |
| 5 tháng 1 năm 2013        | Hội phê bình phim Bỉ                                           | Grand Prix                                                             | Shame                                                                                             | Đề cử     | [ 54 ]    |